# Kroktjärnen (Piteå socken, Norrbotten, 728026-171939)
Kroktjärnen är en sjö i Piteå kommun i Norrbotten och ingår i Piteälvens huvudavrinningsområde. Sjöns area är 0,071 kvadratkilometer och den är belägen 260 meter över havet.